# 33863 Елфрідервін
33863 Елфрідервін (33863 Elfriederwin) — астероїд головного поясу, відкритий 5 травня 2000 року.
Тіссеранів параметр щодо Юпітера — 3,592.